# Nils Edén
Nils Edén (25. august 1871 i Piteå, Sverige - 16. juni 1945 i Stockholm) var en svensk historiker og liberalistisk politiker, der var Sveriges statsminister fra 1917 til 1920. 